# Affare Chesapeake-Leopard
L'affare Chesapeake-Leopard fu uno scontro navale avvenuto al largo della costa di Norfolk, Virginia, il 22 giugno 1807, tra la nave da guerra britannica di quarta classe HMS Leopard e la fregata americana USS Chesapeake. L'equipaggio della Leopard inseguì, attaccò e abbordò la nave americana alla ricerca di disertori dalla Royal Navy. La Chesapeake fu colta impreparata e, dopo un breve scontro a colpi di cannoni con la Leopard, il comandante della Chesapeake, James Barron, consegnò la sua nave agli inglesi. La Chesapeake sparò un solo colpo.
Dalla nave americana furono prelevati quattro membri dell'equipaggio, accusati di diserzione, uno dei quali fu successivamente impiccato. Alla Chesapeake fu permesso di tornare a casa, dove James Barron fu sottoposto a corte marziale e sollevato dal comando.
Il caso Chesapeake-Leopard provocò scalpore tra gli americani. Si levarono richieste stridenti di guerra contro la Gran Bretagna, ma queste si placarono rapidamente. Il presidente Thomas Jefferson tentò inizialmente di sfruttare questo diffuso sentimento bellicoso per minacciare diplomaticamente il governo britannico affinché risolvesse la questione. Il Congresso degli Stati Uniti si tirò indietro dal conflitto armato quando gli inviati britannici non mostrarono alcun rimorso per il caso Chesapeake, limitandosi a riaffermare con forza il diritto di impressment. L'insuccesso politico di Jefferson nel costringere la Gran Bretagna lo portò verso la guerra economica con l'avvio dell'embargo del 1807.